# Whatcha Say
Whatcha Say is de eerste single van r&b-zanger Jason Derülo. 'Whatcha Say' werd in week 49 benoemd tot alarmschijf. De single kwam tot nummer 12 in de Nederlandse Top 40. In Vlaanderen kwam hij tot nummer 22.

## Naam en refrein
Het kenmerkende "Whatcha say" is afkomstig van het nummer Hide and Seek van Imogen Heap. Hier is echter flink aan gesleuteld.

## Videoclip
De videoclip werd uitgebracht als de gratis video van de week op iTunes, op 27 oktober 2009. In de videoclip zit Derulo knuffelend op de bank in een huis, omgeven door zonnig licht, met zijn vriendin. Later tijdens de video zit hij buiten haar deur ongeduldig te wachten. Hij wil heel graag dat zij hem vergeeft en smeekt haar om hem binnen te laten. De videoclip ging in première op maandag november 16 op MTV's AMTV.

## Hitnoteringen

### Nederlandse Top 40
| Hitnotering: 12-12-2009 t/m 20-03-2010 | Hitnotering: 12-12-2009 t/m 20-03-2010 | Hitnotering: 12-12-2009 t/m 20-03-2010 | Hitnotering: 12-12-2009 t/m 20-03-2010 | Hitnotering: 12-12-2009 t/m 20-03-2010 | Hitnotering: 12-12-2009 t/m 20-03-2010 | Hitnotering: 12-12-2009 t/m 20-03-2010 | Hitnotering: 12-12-2009 t/m 20-03-2010 | Hitnotering: 12-12-2009 t/m 20-03-2010 | Hitnotering: 12-12-2009 t/m 20-03-2010 | Hitnotering: 12-12-2009 t/m 20-03-2010 | Hitnotering: 12-12-2009 t/m 20-03-2010 | Hitnotering: 12-12-2009 t/m 20-03-2010 | Hitnotering: 12-12-2009 t/m 20-03-2010 | Hitnotering: 12-12-2009 t/m 20-03-2010 | Hitnotering: 12-12-2009 t/m 20-03-2010 | Hitnotering: 12-12-2009 t/m 20-03-2010 |
| Week                                   | 1                                      | 2                                      | 3                                      | 4                                      | 5                                      | 6                                      | 7                                      | 8                                      | 9                                      | 10                                     | 11                                     | 12                                     | 13                                     | 14                                     | 15                                     |                                        |
| -------------------------------------- | -------------------------------------- | -------------------------------------- | -------------------------------------- | -------------------------------------- | -------------------------------------- | -------------------------------------- | -------------------------------------- | -------------------------------------- | -------------------------------------- | -------------------------------------- | -------------------------------------- | -------------------------------------- | -------------------------------------- | -------------------------------------- | -------------------------------------- | -------------------------------------- |
| Nummer                                 | 35                                     | 20                                     | 16                                     | 16                                     | 15                                     | 12                                     | 14                                     | 16                                     | 17                                     | 17                                     | 17                                     | 17                                     | 17                                     | 29                                     | 39                                     | uit                                    |

### NederlandseSingle Top 100
| Hitnotering: 21-11-2009 t/m 06-03-2010 | Hitnotering: 21-11-2009 t/m 06-03-2010 | Hitnotering: 21-11-2009 t/m 06-03-2010 | Hitnotering: 21-11-2009 t/m 06-03-2010 | Hitnotering: 21-11-2009 t/m 06-03-2010 | Hitnotering: 21-11-2009 t/m 06-03-2010 | Hitnotering: 21-11-2009 t/m 06-03-2010 | Hitnotering: 21-11-2009 t/m 06-03-2010 | Hitnotering: 21-11-2009 t/m 06-03-2010 | Hitnotering: 21-11-2009 t/m 06-03-2010 | Hitnotering: 21-11-2009 t/m 06-03-2010 | Hitnotering: 21-11-2009 t/m 06-03-2010 | Hitnotering: 21-11-2009 t/m 06-03-2010 | Hitnotering: 21-11-2009 t/m 06-03-2010 | Hitnotering: 21-11-2009 t/m 06-03-2010 | Hitnotering: 21-11-2009 t/m 06-03-2010 | Hitnotering: 21-11-2009 t/m 06-03-2010 | Hitnotering: 21-11-2009 t/m 06-03-2010 |
| Week                                   | 1                                      | 2                                      | 3                                      | 4                                      | 5                                      | 6                                      | 7                                      | 8                                      | 9                                      | 10                                     | 11                                     | 12                                     | 13                                     | 14                                     | 15                                     | 16                                     |                                        |
| -------------------------------------- | -------------------------------------- | -------------------------------------- | -------------------------------------- | -------------------------------------- | -------------------------------------- | -------------------------------------- | -------------------------------------- | -------------------------------------- | -------------------------------------- | -------------------------------------- | -------------------------------------- | -------------------------------------- | -------------------------------------- | -------------------------------------- | -------------------------------------- | -------------------------------------- | -------------------------------------- |
| Nummer                                 | 96                                     | 80                                     | 63                                     | 52                                     | 45                                     | 50                                     | 47                                     | 22                                     | 22                                     | 37                                     | 39                                     | 50                                     | 42                                     | 56                                     | 49                                     | 75                                     | uit                                    |

### VlaamseUltratop 50
| Hitnotering: 16-01-2010 t/m 17-04-2010 | Hitnotering: 16-01-2010 t/m 17-04-2010 | Hitnotering: 16-01-2010 t/m 17-04-2010 | Hitnotering: 16-01-2010 t/m 17-04-2010 | Hitnotering: 16-01-2010 t/m 17-04-2010 | Hitnotering: 16-01-2010 t/m 17-04-2010 | Hitnotering: 16-01-2010 t/m 17-04-2010 | Hitnotering: 16-01-2010 t/m 17-04-2010 | Hitnotering: 16-01-2010 t/m 17-04-2010 | Hitnotering: 16-01-2010 t/m 17-04-2010 | Hitnotering: 16-01-2010 t/m 17-04-2010 | Hitnotering: 16-01-2010 t/m 17-04-2010 | Hitnotering: 16-01-2010 t/m 17-04-2010 | Hitnotering: 16-01-2010 t/m 17-04-2010 | Hitnotering: 16-01-2010 t/m 17-04-2010 | Hitnotering: 16-01-2010 t/m 17-04-2010 |
| Week                                   | 1                                      | 2                                      | 3                                      | 4                                      | 5                                      | 6                                      | 7                                      | 8                                      | 9                                      | 10                                     | 11                                     | 12                                     | 13                                     | 14                                     |                                        |
| -------------------------------------- | -------------------------------------- | -------------------------------------- | -------------------------------------- | -------------------------------------- | -------------------------------------- | -------------------------------------- | -------------------------------------- | -------------------------------------- | -------------------------------------- | -------------------------------------- | -------------------------------------- | -------------------------------------- | -------------------------------------- | -------------------------------------- | -------------------------------------- |
| Nummer                                 | 36                                     | 33                                     | 27                                     | 27                                     | 25                                     | 22                                     | 23                                     | 44                                     | 32                                     | 32                                     | 49                                     | 36                                     | 35                                     | 33                                     | uit                                    |